# James Joseph Colledge
 (février 2024).
Si vous disposez d'ouvrages ou d'articles de référence ou si vous connaissez des sites web de qualité traitant du thème abordé ici, merci de compléter l'article en donnant les références utiles à sa vérifiabilité et en les liant à la section « Notes et références ».
 (février 2024).
James Joseph Colledge, dit J. J. Colledge, né en 1908 et mort le 26 avril 1997, est un historien britannique spécialisé dans l'histoire des bateaux.